# Ореховцы (Псковская область)
Ореховцы — деревня в Гдовском районе Псковской области России. Входит в состав Самолвовской волости Гдовского района.
Расположена на юго-западе района, в 24 км к северо-востоку от волостного центра Самолва, в 15 км к северо-востоку от деревни Ремда, у побережья озера Велино (проточного для реки Желча).

## Население
Численность населения деревни на 2000 год составляла 14 человек.

## История
До 2005 года деревня входила в состав ныне упразднённой Ремдовской волости.